# Meister der Getty-Episteln
Als Meister der Getty-Episteln (engl. Master of the Getty Epistles) wird ein namentlich nicht bekannter  Buchmaler  bezeichnet, der um 1520 oder 1530 in einer Werkstatt in Frankreich in Tours oder Paris tätig war. Er ist einer der unter dem Namen 1520er Werkstatt  zusammengefassten Maler, zu denen auch der Rosenwald-Meister, der Meister der Claude de France und der Doheny-Meister gehören.
Der Meister der Getty Epistels  erhielt seinen Notnamen nach den von ihm geschaffenen Illustrationen zu einem Manuskript mit den Briefen, den Episteln des Apostels Paulus, das sich  heute im  J. Paul Getty Museum  in Los Angeles, befindet.